# Karma (Tarkan)
Karma è il quarto album in studio del cantante turco Tarkan, pubblicato nel 2001.

## Tracce
1. Aşk – 4:27
2. Ay – 4:19
3. Kuzu Kuzu – 3:54
4. Gitti Gideli – 4:44
5. Uzak – 4:58
6. Yandım – 3:13
7. O'na Sor – 3:22
8. Hüp – 3:41
9. Sen Başkasın – 4:15
10. Taş – 4:27
11. Her Nerdeysen – 3:27
12. Verme – 4:58